# DVD Decrypter
DVD Decrypter （ディーブイディー・デクリプター）は、DVD のディスクイメージを抽出（リッピング）することができるフリーウェア。Microsoft Windows 上で動作する。主に DVD-Video のバックアップを取るために使う。
ノルウェーのヨン・ヨハンセンが1999年に開発した DeCSS を元にした CSS 解除機能を実装しているため、CSS による暗号化をデコードした上でディスクイメージを抽出できる。またこのソフトウェアには ISO 等のイメージの DVD メディア書き込み機能や、ディスクイメージの（リージョンコードエンハンスメントの除去を含む）リージョンコード変更ツール、ユーザ操作禁止項目除去ツールなどが付属している。

## 概説
CSS はコピーコントロール技術ではなくアクセスコントロール技術であるため、再生時にも CSS を解読する。またこのソフトを利用して抽出したと思しきディスクイメージが 、Winny や Share などのファイル共有ソフトに違法にアップロードされることが問題となっている。
2006年（平成18年）1月現在、公式サイトは閉鎖されており、そこから本ソフトをダウンロードするのは不可能だが、ミラーサイトからはダウンロードすることが可能である。さらに、DVD-Video をコピーする方法を記した書籍や雑誌の付録に付いている事があるため、入手はさほど困難ではない。日経PC21 2009年3月号に「マクロビジョン保護を除去」のチェックを外す形で同ソフトが記述されている。
DVD-Video をリッピングしてハードディスクドライブに記録されたISOイメージは、DVD メディアに書き込まなくても仮想 CD/DVD-ROM ドライブ作成ソフトを用いてWindows Media Player などメディアプレーヤーで再生することができる。
開発はすでに終了しているため、最新タイトルのリッピングには対応していない場合が多い。
なお、日本では、2012年6月20日に、DVDなどに用いられる「CSS」などの暗号型技術を、著作権法上の対象となる「技術的保護手段」に追加するDVDのリッピングの違法化を盛り込んだ著作権改正法案が可決されている。これに伴い、CSS等の保護技術を回避してのDVDのリッピングは私的複製の対象外となり違法行為となる（ただし、CSS等の保護技術が使われていないDVDのリッピングについては、改正後も従来と変わりはない）。CSSを回避するプログラム・装置を提供することについても規制され、刑罰の対象となる。